# Xantona
La xantona es un compuesto carbonílico que consiste en un heterociclo de xanteno oxidado en la posición 9. En 1939, la xantona fue introducida al mercado como insecticida y como ovicida y larvicida para la mariposa carpocapsa.  La xantona se utiliza en la preparación del xantidrol, el cual es utilizado en la determinación de los niveles de urea en la sangre.

## Síntesis
Originalmente la xantona se preparó por el calentamiento de salicilato de fenilo.
Zhao y Larock han propuesto métodos de síntesis de xantonas por medio de una reacción de anillación utilizando salicilatos y triflatos de sililarilo en CsF, lo que proporciona un eficiente de una sola etapa de síntesis de xantonas y tioxantonas de interés biológico.  Esta reacción presumiblemente procede por una acoplamiento nucleófilo en serie del benzoato y el arino con su subsiguiente ciclación intramolecular electrofílica.

## Derivados sintéticos
| Nombre           | CAS        | PF (ºC) | Apariencia        |
| Fenilhidrazona   | 87688-47-9 | 152     | Cristales dorados |
| Oxima            | 5934-37-2  | 161     | Cristales         |
| Tiosemicarbazona | NA         | 182     | Cristales         |
| Cetal dimetílico | NA         | 60      | Sólido            |

## Derivados naturales
Se encuentra naturalmente en los aceites esenciales de la genciana y otras flores, además de que ha sido aislado del petróleo de las costas de Noruega. 
Biosíntesis

Securidacaxantona A.